# Liste der Monuments historiques in Molins-sur-Aube
Die Liste der Monuments historiques in Molins-sur-Aube führt die Monuments historiques in der französischen Gemeinde Molins-sur-Aube auf.

## Liste der Immobilien
| Bezeichnung    | Beschreibung            | Standort                  | Kennzeichnung | Schutzstatus | Datum | Bild |
| -------------- | ----------------------- | ------------------------- | ------------- | ------------ | ----- | ---- |
| Kirche St-Loup | aus dem 16. Jahrhundert | Impasse de Prieuré (Lage) | PA00078156    | Inscrit      | 1926  |      |

## Liste der Objekte
| Bezeichnung                      | Beschreibung                               | Standort                     | Kennzeichnung | Schutzstatus | Datum | Bild |
| -------------------------------- | ------------------------------------------ | ---------------------------- | ------------- | ------------ | ----- | ---- |
| Skulptur Heilige Katharina       | Kalkstein, farbig gefasst, 16. Jahrhundert | in der Kirche St-Loup (Lage) | PM10001241    | Classé       | 1961  |      |
| Skulptur Madonna mit Kind        | Holz, farbig gefasst, 14. Jahrhundert      | in der Kirche St-Loup (Lage) | PM10001236    | Classé       | 1913  |      |
| Skulptur Johannes der Täufer     | Kalkstein, farbig gefasst, 16. Jahrhundert | in der Kirche St-Loup (Lage) | PM10001237    | Classé       | 1961  |      |
| Skulptur Heilige Barbara         | Kalkstein, farbig gefasst, 16. Jahrhundert | in der Kirche St-Loup (Lage) | PM10001240    | Classé       | 1961  |      |
| Skulptur Heiliger Mauritius      | Keramik, farbig gefasst, 19. Jahrhundert   | in der Kirche St-Loup (Lage) | PM10001242    | Classé       | 1961  |      |
| Skulptur Heiliger Lupus von Sens | Kalkstein, farbig gefasst, 16. Jahrhundert | in der Kirche St-Loup (Lage) | PM10001238    | Classé       | 1961  |      |
| Skulptur Heilige Margaretha      | Holz, farbig gefasst, 16. Jahrhundert      | in der Kirche St-Loup (Lage) | PM10001239    | Classé       | 1961  |      |